# Helminthoglypta coelata
Helminthoglypta coelata är en snäckart som först beskrevs av Bartsch 1916.  Helminthoglypta coelata ingår i släktet Helminthoglypta och familjen Helminthoglyptidae. IUCN kategoriserar arten globalt som sårbar. Inga underarter finns listade i Catalogue of Life.